# カンブリス
カンブリス（Cambrils）は、スペイン・カタルーニャ州タラゴナ県のムニシピ（基礎自治体）。コスタ・ドラダの中心にあるリゾート地である。かつては農業と漁業の町であったが、1960年代半ばから観光業が盛んになった。

## 歴史
この町の名前が文献にはじめて登場するのは、1152年9月、バルセロナ伯ラモン・バランゲー4世が、ポンス・デ・レゴミールに城を作るよう土地を授けた時である。1154年にカンブリスを獲得したのはベルトラン・ド・カンブリスであった。1155年にはラモン・バランゲー4世より町としての憲章を授けられ、ベルトランは領主と認められた。1229年にはマリョルカ王国征伐のため、ジャウマ1世軍がカンブリスから出航した。一部のカンブリス住民は、アラゴンによるバレンシア征服に参加し、バレンシア王国へ入植した。1359年、町は城壁で囲まれた。
収穫人戦争の間、反乱軍はカンブリスの城壁内に立てこもっていた。1640年12月12日、カンブリスはロス・ベレス侯が指揮するカスティーリャ軍に包囲された。アントニ・アルメンゴル率いる町の防衛勢力は、降伏を拒んで24,000人もの歩兵軍と戦った。カンブリスは12月14日に陥落し、600人から1000人の間と見られる反乱軍は殺害された。町の防衛勢力と当局の人々は処刑され、遺体は城壁の門の上から吊るされた。1641年にジャナラリターが指揮する民兵団の指揮官ジュゼップ・マルガリが降ろすよう命じるまで、遺体は吊るされたままにされていた。カンブリスを包囲したカスティーリャ軍の冷酷さは、同じ軍の士官たちからですら批判された。
1811年、アベール将軍率いるフランス軍がカンブリスを占領、1813年にイギリス軍に解放されるまで続いた。1874年には、カルリスタ軍によって裁判所や市庁舎が焼かれた。

## 人口
| カンブリスの人口推移 1842－2011                         |
|                                                         |
| 出典:INE（スペイン国立統計局）1900年 - 1991年、1996年 - |

## 姉妹都市
- パサデナ、アメリカ合衆国
- バルパライソ、チリ
- コロンバス、アメリカ合衆国